# Mugriejewo-Nikolskoje
Mugriejewo-Nikolskoje (ros. Мугреево-Никольское) – wieś (sieło) w Rosji, w obwodzie iwanowskim, w rejonie jużskim. W 2010 liczyła 329 mieszkańców.